# Terminalia prostrata
Terminalia prostrata är en tvåhjärtbladig växtart som beskrevs av L. Pedley. Terminalia prostrata ingår i släktet Terminalia och familjen Combretaceae. Inga underarter finns listade i Catalogue of Life.